# Kåmsor
Kåmsor är en ö nära Vandrock i Nagu,  Finland. Den ligger i Skärgårdshavet i Pargas stad i den ekonomiska regionen  Åboland i landskapet Egentliga Finland, i den sydvästra delen av landet. Ön ligger omkring 2 kilometer öster om Vandrock, 8 kilometer väster om Nagu kyrka, 39 kilometer sydväst om Åbo och omkring 180 kilometer väster om Helsingfors. Närmaste allmänna förbindelse är förbindelsebryggan vid Innamo som trafikeras av M/S Falkö.
Öns area är 3,8 hektar och dess största längd är 300 meter i öst-västlig riktning.